# یوژف ترتی
یوژف ترتی (انگلیسی: Jožef Tertei؛ زادهٔ ۴ مهٔ ۱۹۶۰) کشتی‌گیر اهل یوگسلاوی بود.
وی در مسابقات کشوری و بین‌المللی در مجموع برندهٔ ۱ مدال طلا، ۲ مدال نقره، ۲ مدال برنز شده‌است.